# Muzeum im. Wojciecha Kętrzyńskiego w Kętrzynie
Muzeum im. Wojciecha Kętrzyńskiego w Kętrzynie – muzeum poświęcone historii miasta Kętrzyna i jego najbliżej okolicy.

## Historia
Muzeum powstało dzięki zaangażowaniu Zofii Licharewej, która przybyła do Kętrzyna w styczniu 1945 aby zabezpieczyć zabytki ruchome znajdujące się w okolicznych kościołach, zamkach i pałacach. W maju 1945 została powołana na stanowisko pracownika Referatu Kultury i Sztuki w Starostwie Powiatowym w Rastemborku, zajmowała się wówczas opieką nad składnicą zabytków, która mieściła się w budynku dawnego aresztu przy pl. Powstańców Warszawy 1. Władze centralne wydały polecenie przekazywania zgromadzonych tu dzieł do innych muzeów i bibliotek, dzięki wstawiennictwu Licharewej Polskie Towarzystwo Krajoznawcze w 1946 powołało w Kętrzynie Muzeum Regionalne. Zgromadzono tu jeszcze nie wywiezione zabytki tworząc z nich zaczątek kolekcji. W budynku po areszcie muzeum o powierzchni 116 m² mieściło się do maja 1967, kiedy to zostało przeniesione do pomieszczeń w odbudowanym zamku.

## Zbiory
Na parterze zgromadzono militaria m.in. pancerze, hełmy i broń białą. Znajduje się tam również kartusz herbowy z pałacu w Arklitach oraz inne ozdoby pochodzące z okolicznych rezydencji. Na pierwszym piętrze znajduje się biblioteka, a na drugim pamiątki dotyczące historii miasta i jego najbliższej okolicy m.in. modele zamku, medale bractwa kurkowego, a także nieduży zbiór masoników, tj. rytualnych przedmiotów związanych z działającą w Kętrzynie lożą masońską. Poddasze zajmowane jest przez kolekcje sztuki ludowej i wystawy czasowe.
Najcenniejszym eksponatem jest chorągiew nagrobna trzyletniego Ernesta zu Eulenburg z 1664 r. W całej Europie znanych jest tylko jedenaście dziecięcych chorągwi pogrzebowych, ta wykonana jest z części lnianego obrusa. Została wymalowana w kilka dni przed uroczystością pogrzebową, natomiast współczesne prace konserwatorskie trwały czternaście lat. W kolekcji muzeum znajduje się również chorągiew pogrzebowa dorosłej osoby.